# Cantonul Chartres-Sud-Est
Cantonul Chartres-Sud-Est este un canton din arondismentul Chartres, departamentul Eure-et-Loir, regiunea Centru, Franța.

## Comune
| Comune                         | Populație (1999) | Cod poștal | Cod INSEE |
| ------------------------------ | ---------------- | ---------- | --------- |
| Berchères-les-Pierres          | 959              | 28630      | 28035     |
| Chartres (fraction de commune) | 14.602           | 28000      | 28085     |
| Le Coudray                     | 3.854            | 28630      | 28110     |
| Gellainville                   | 489              | 28630      | 28177     |
| Nogent-le-Phaye                | 1.299            | 28630      | 28278     |
| Prunay-le-Gillon               | 934              | 28360      | 28309     |
| Sours                          | 1.774            | 28630      | 28380     |